# احمد عبدالغنی
احمد عبدالغنی (انگلیسی: Ahmed Abdel-Ghani؛ زادهٔ ۱ دسامبر ۱۹۸۱) یک ورزشکار اهل مصر است.
از باشگاه‌هایی که در آن بازی کرده‌است می‌توان به تیم ملی فوتبال مصر اشاره کرد.
وی همچنین در تیم ملی فوتبال مصر بازی کرده است.